# Batavia (town, New York)
Pour les articles homonymes, voir Batavia.
Ne doit pas être confondu avec Batavia (New York).
Batavia est une ville située dans le comté de Genesee, dans l'État de New York, aux États-Unis,. En 2010, elle comptait une population de 6 809 habitants.

## Démographie
Lors du recensement de 2010, la ville comptait une population de 6 809 habitants. Elle est estimée, en 2016, à 6 945 habitants.

## Personnalités
- David Buckel (1957-2018), avocat américain des droits des LGBT et militant écologiste, est né à Batavia.